# 德沃里奇內庫特
50°2′24″N 35°56′18″E / 50.04000°N 35.93833°E
德沃里奇内庫特（烏克蘭語：Дворічний Кут）是位於烏克蘭東部的村莊，由哈爾科夫州哈爾科夫區的索洛尼齊夫卡市鎮負責管轄。該村距離維利沙內1公里，始建於1600年，面積1.08平方公里，海拔高度115米，2001年人口1,305。